# Michael Gregoritsch
Michael Gregoritsch (Graz, 18 de abril de 1994) é um futebolista austríaco que atua como atacante. Atualmente joga pelo Brøndby.

## Carreira
Michael Gregoritsch começou a carreira no Kapfenberger SV.